# Victorin Lurel
Victorin Lurel (Vieux-Habitants, 20 agosto 1951) è un politico francese.

## Biografia
Membro del Partito Socialista francese, è deputato della quarta circoscrizione della Guadalupa dal 2002 e presidente del Consiglio generale della Guadalupa dal 2004.
Membro della Massoneria, è stato iniziato nel 1988 in una loggia del Grande Oriente di Francia.